# Илири
Илири (грч. Ἰλλυριοί; лат. Illyrii) су били скупина разнородних племена, која су током предримског и римског периода била настањена на западним подручјима југоисточне Европе, превенствено у областима које су се пружале дуж источних обала Јадранског мора, а такође и у дубљем залеђу. Територија коју су насељавали је постала позната као Илирија, иако нису имали званичну државу. Касније је та територија идентификована као територија већег дела Албаније, Црне Горе, већи део Хрватске и Босне, Србије, и неких делова Словеније. У науци постоје различита мишљења о опсегу илирског простора и припадности појединих племена илирској групацији. Иако општа сагласност не постоји ни поводом питања и етничкој, односно лингвистичкој класификацији Илира, већина истраживача сматра да су припадали индоевропској етнолингвистичкој породици.
Мишљење Густава Косине је било да су пореклом из Лужице у Немачкој одакле су дошли на балканско подручје и изазвали сеобу Грка око 1300. п. н. е. Тај процес њиховог досељења је значио крај за бронзанодобске заједнице које су пре њих живеле на тим просторима. Новију теорију су развили Алојз Бенац и Боривој Човић 1960-их, ефективно дискредитујући пређашња мишљења о Илирима као придошлицама. По њихову мишљењу, групе из гвозденог доба на Балкану познате као "Илири" су углавном аутохтоне, а периодичне сеобе (попут халштатских сеоба, односно дисперзије Латенске културе популарно познате као Келти у 4. и 3. веку п. н. е.) нису значајно измијениле етнички супстрат домаћег становништва који је еволуирао кроз стадијуме које Бенац дефинише као пред-Илире, прото-Илире и Илире.
Илирска племена су почела успостављати комплексније прото-државне творевине под медитеранским (претежно Хеленским) утјецајима тек у касно жељезно доба. Илири нису живјели у организованој држави, него у племенским заједницама, а једини изузетак је раздобље од 250. п. н. е. - 167. п. н. е., кроз који период је постојала илирска држава. Познати су им краљеви Агрон, Епулон и краљица Теута.

## Историја
Илири су поред Трачана један од најзагонетнијих палеобалканских народа, иако су били уплетени у историју Грка, Македонаца и Римљана они су имали магловите представе о илирском пореклу, земљама, навикама и обичајима. Управо због тога је све што је изречено у античким изворима подложно сумњи, а у савременој историографији постоје неусаглашености - како по питању етногенезе, тако и у сагледавању њихове територије, културе и начина живота.
Илирију и Илире први помиње Херодот (485-425. п. н. е.) у својој Историји, али сасвим узгредно; он смешта Илирију око изворишта реке Ангрос (данашњи Ибар), у планинску област у југозападном делу Балканског полуострва.
Тукидид (око 460-400. п. н. е. сведочи да су илирске земље захватале и приморске области на југоисточној обали Јадранског мора.
У Периплосу делу анонимног аутора из 330. п. н. е. названог Псеудо - Скилакс дат је подробнији опис илирске обале у коме он спомиње поименце нека илирска племена. Он их смешта јужно од Либурна, јужно од југоисточне обале Јадрана све до Хаоније и Крфа. Од поименце споменутих племена, само су Енихејци лоцирани ближе Бококоторском заливу. У доцнијим изворима ( Псеудо Скимнус, Плиније, Страбон и др.) поменуто су, између осталих племена и Illirii proprii dicti (прави Илири), племе које је било настањено негде у области око Скадра и Лисуса (северна Албанија), према коме су Грци назвали цео народ, а Римљани пространу територију на Балкану коју су назвали провинцијом Илирикум. Антички писци су етникон Илири често употребљавали као назив за различита племена која су сигурно била неилирска (Енхелејци, Бриги, Дарданци).
Постепено су назив Илири и Илирија све више губио етнографска обележја, а добијао географска и административна. Ипак се може реконструисати реална слика о територијама Илира. Илири, име које је носило само једно племе временом се пренело на сва племена која су њему била језички и културно блиска северно од Епира и западно од Македоније.
У V веку п. н. е. Илирија и Илири су се простирали од реке Генсус (данас Шкумбин у северној Албанији) до изворишта Ангроса (данас Ибар на северу Црне Горе), а у IV и III веку п. н. е. та територија је проширена према југу до ушћа Ауса (данас Вјоса на југу Албаније), а према северу до ушћа Наренте (данас Неретва у Херцеговини. То значи да су Илири у доба свог највећег процвата живели на територији која се на југу граничила са Епиром, на истоку Македонијом, на североистоку и северу територијама Дарданаца и Панона, а на западу са територијама Јапода, Далмата и Либурна. Лингвистичка истраживања потврђују да су Илири насељавали назначене територије. Илири нису имали писменост тако да су ти остаци сведени на неколико стотина личних имена, топонима, као и три - четири речи сачуваних код античких писаца. Проучавањима тих скромних остатака поуздано је утврђено да су Илири говорили посебним индоевропским језиком.

## Етногенеза
Откако су шездесетих година напуштене тезе о досељавању Илира са севера, из средње Европе, усредсређена је пажња на археолошке налазе који би указивали на присуство Индоевропљана на будућим Илирским територијама. Већина југословенских и албанских археолога је било склоно да обичај сахрањивања под тумулима који су документовани у Албанији и Црној Гори у енеолиту и рано бронзано доба (III-почетак II миленијума п. н. е.) повеже са најранијим присуством Индоевропљана на овим територијама.
На основу чињенице да се од овог времена локална култура развијала континуирано, претпостављено је да њени садржаји илуструју процес етногенезе Илира. Међутим, тешко је ову теорију било поткрепити археолошким налазима.
Тек од краја VII века п. н. е. на свим илирским територијама започињу интеграциони процеси који доводе до формирања неколико великих етнокултурних целина.
У V веку п. н. е. у периоду који непосредно претходи стварању прве илирске краљевине култура из грчких колонија на јадранској обали све дубље продире у унутрашњост балканског полуострва тако да постепено долази до акултуризације ранијих регионалних култура.
О племенима трачко-илирске гране индоевропске језичке породице, настањених некада у подручјима од Панонске низије па до обала Јадранског мора и јужне Италије, Густав Косина сматра да су поријеклом из Лужица у Њемачкој одакле су дошли на балканско подручје и изазвали сеобу Грка. У ове крајеве дошли су око 1300 година прије нове ере. Процес њиховог досељења значио је крај за бронзанодопске заједнице које су прије њих живјели у тим просторима (које на подручју Истре називамо Градињци). Илири почињу да се мешају са балканским неолитским становништвом, стварајући протоилирске културе бронзаног доба. Римском окупацијом долази до депортације дијела становништва и до постепене асимилације остатака. Доласком Словена у ове крајеве, вјероватно се само у планинским крајевима сачувало становништво изворно илирског рода. Илири нису живјели у организованој држави, него у племенским заједницама. Изузетак је раздобље од 250. п. н. е. до 167. п. н. е. када су живјели у организованој држави. Познати су им краљеви Агрон, Епулон и краљица Теута.

## Археологија и антропологија
Археолог Ђорђе Јанковић ископавањима старих насеља по Банату и Бачкој стекао је сазнање о грнчарији са терена. Године 1990. објавио је, заједнo са археологом Милицом Јанковић, књигу о тим ископавањима, Словени у југословенском Подунављу, где каже:
Насеља у Банату и Бачкој која су датирана у време пре досељавање народа, то је реч о аутохтоним Словенима повезаним са културом Илира јединим аутохтоним становништвом.
Јанковић је такође радио на ископавањима манастира̂ Тврдош и Иловица на Превлаци. Године 2015. написао је књигу Предање и историја цркве у Срба у светлу археологије, где каже:
Манастир Тврдош и манастир Иловица на Превлаци доносе своје археолошко сазнање, пронађена грнчарија припада Словенима илирског порекла. Тамо су постојала и антрополошка сазнања. Антрополошка анализа 17 људских скелета показује да већина припадају домородцима или ти Илирима. Цетињска култура је кренула од пре 4000. година од којега времена може да се прати антрополошки динарски тип људи, односно ови људи су онда били предци Илира од Цетињске културе.
Цетињска култура је култура енеолита и бронзаног доба. Простор Далмације, Херцеговине и јужне Босне је потврдно где су живели Илири цетињске културе.
Даорсон је био град који је био насељен пре 2300 година Илирима. Он се налази у средини динарског планинског узвишења. Његови археолошки мегалитски остаци са пронађеним предметима из тог времена потврђују илирско време и везу са Цетињском културом. То су заправо били људи који су насељавали динарско планински простор Балкана.
Документовано је најмање шест материјалних култура које су настале на илирским територијама, формирајући разне протоилирске културе.

## Етимологија
Име Илира доводи се у везу са змијом, што први опажа Ото Групе. Према легенди Феничанин Кадмо населио се међу Енхелејце и оженио се Хармонијом која му је родила сина Илуриоса којег је одмах по рођењу обавила змија и пренела му своју магичну снагу, чиме он постаје илирски родоначелник. Змија која је обавила Илуриоса доводи се пак у везу с хетитском змијом Илурјаком. Име Илира и хетитске змије свакако није случајно. Змија је играла важну улогу религиозном животу Илира.

## Илирски језик
Иако изворна сведочанстава о илирском језику нису бројна, извесне карактеристике илирских говора су реконструисане на основу ономастичког материјала, првенствено захваљујући томе што су разна илирска места након римског освајања задржала своја дотадашња имена у изворном или донекле измењеном облику. Илирски језик пре доласка на Балканско полуострво је био индоевропски. Упоредо са римским освајањем, отпочео је процес ширења римске културе (романизација). Саставни део тог процеса било је и постепено ширење латинског језика, који се из административне и јавно-правне сфере пренео и на остале области друштвеног живота. Језичка латинизација је довела до постепеног потискивања илирског језика, који се током времена изгубио као говорни језик. Дрм те романизације Илири су били подложни разним степенима келтизације, хеленизације и касније славизације, што је допринело до изумирања њихових језика.

## Лични антропоними Илира
Према научном раду из 2021. године, ~46% Илира и четвртина Венета носила је лична имена словенског поријекла, што указује на словенско присуство прије тренутно прихваћеног 6. и 7. века.

## Живот и обичаји
Илири се данас сматрају прастановницима балканског подручја, иако је можда њихова изворна домовина подручје данашњих Лужица. У сваком случају, ако су они одговорни за сеобу Дораца, онда су однекуда дошли као освајачи и заузели ово подручје као своју нову домовину. Њихова борбеност се не доводи у питање, Грци (Ахејци) први су морали бјежати на југ. Илири се нису либили бавити никаквим пословима. Код њих сусрећемо и сточарство и пољопривреду, и лов и риболов, а бавили су се и гусарством, као и рударством. Познавали су и металургију. Илири су били вјешти травари. Знали су производити разне врсте пива, а посебно су обожавали медовину, на својим теревенкама опијали би се до бесвијести. Своја тијела Илири су тетовирали зашиљеним бронзаним иглама. Оптужује их се и за приношење људских жртава, а сумња се да је међу њима било и људождерства као и код Скордиска, који су се касније помијешали с њима.

#### Насеља Илира
Насеља Илира разликују се од мјеста до мјеста. Њихова насеља, познате као градине, подизана су на тешко приступачним мјестима, обично на природним узвисинама. Своје градове опасивали би одбрамбеним зидинама и кулама. Уз ријеке су Илири подизали сојеничка насеља. У подручјима гдје је клима оштра градили су земунице, дијелом укопане у земљу. Према Страбону, племена позната као Дарданци, су земунице градили испод гнојница, наводећи успут, да су се Дарданци прали свега двапут у животу, на рођењу, и приликом вјенчања.

#### Изглед и одећа
Браде су ријетко када бријали. Одјећа се састојала од бијеле кошуље које су висиле све до кољена и опасане око појаса и огртача. Главе су покривали с неколико врсти капа, а на ногама су носили кожне опанке.

#### Занатство
Илири су били вјешти многим пословима па тако и у изради златног, сребрног и бронзаног накита: наруквице, фибуле, привјесци, огрлице, украсне копче и аплике. Посуђе Илира је од керамике, али су производили и метално посуђе, облици им били ситула (ведро с поклопцем) и ведро. Сјекире су од камена, бронзе и гвожђа. Длијета су била од бронзе и гвожђа (два типа).
- Илирски штит
- Илирски шлем
- Илирски шлем из Будве
- Илирски ратник
- Зидине илирског града Дорсона у Ошанићима код Стоца

#### Пољопривреда
Илири су познавали пољопривреду и узгој пшенице, јечма, проса, те махунарки, као што су грашак, сочиво и боб. Племена уз обалу узгајала су и винову лозу, ово посљедње је вјероватно научено од сусједних Грка. У обради земље Илири су се служили коштаним мотикама направљеним од јелењег рога. Тек су од Келта добили плуг, а ово се односи и на маказе. У Албанији су плуг Илири, вероватно добили од сусједних Грка, а остали доласком Римљана. Већ у млађем гвозденом добу Илири познају пијук, лопату, грабуље, срп, косу и косир, већи дио тог оруђа је од гвожђа. Приликом печења хлеба Илири су се служили пећима. Неки од њих већ су имали пећи од печене глине за кување и печење, али је већина палила ватру на голој земљи у средини собе или углу просторије, насупрот вратима. Своје житарице мљели су ручним жрвњевима, док су неки од њих ротацијски жрвањ добили од Грка, Келта и Римљана.

#### Сточарство и риболов
Сточарство је такође важно илирско занимање и то у свим крајевима, а у неким и главни извор богаћења. Илири су узгајали свиње, овце, козе, нешто мање говеда. Имали су и коње и псе. Лов није био најразвијенији, хватали су јелене (због рогова), лисице, јазавце, медвједе, даброве, куне ради крзна. У лову су користили стрелице с металним врховима, копља и сулице. Главно оружје ловца ипак је лук и стријела. Племена Далмације познавала су и стрелице с отровним врхом, тај отров називали су 'нинум', а добијали су га од отрова тамошњих змија. Риболов такође има значајно мјесто у крајевима уз обалу и уз ријеке. Риболов је за Енхелејце био главно занимање. Илирска удица је од бронзе, имали су и гвоздене ости и коштане харпуне. У риболову су се служили и издубеним чамцима (моноксил). Један откривени примјерак има дужину од 12,34 метра. Уз обалу мора Илири су се бавили и скупљањем шкољака (дагње и приљепци). Меке дијелове ови људи су јели, док би љуштура код Хистра служила као амулет и украс.

#### Рударство
Илири су знали обрађивати бакар, злато и сребро. Копањем руда служили су се пијуцима и маљевима. Здробљена руда топила се у посебно грађеним пећима. Калупи за лијевање претежно су били камени. Развоју њихове металургије пренели су доспјели Келти. Сада Илири располажу већим бројем алатки.
У подручју Босне Илири су највише обрађивали бронзу. Сребро се обрађивало тек на југу њихова подручја. Од 2. стољећа нове ере стагнира производња злата, а све се више производи гвожђе.
Рударству треба овдје придодати да су Илири знали добијати и со из слане воде. Слани извори били су главни разлог вјечним ратовима између Аутаријата и Ардијеја. Да су Илири били развијен народ говори и чињеница да су знали производити и стакло, за чију је производњу била потребна температура од 650 °C. Из стаклене пасте израђивали су зрнца за украшавање лукова на фибулама и израду огрлица, и то још у старије гвоздено доба.

#### Гусарство и трговина
Гусарство је за Илире био један од облика привређивања. Илири су имали малене брзе бродиће погодне за брзе нападе на трговачке италске бродове, па и на саме грчке градове и били су изузетно вешти морепловци. Овај посао Илирима је доносио лијепу корист. Премда су били гусари, Илири су се морали бавити и трговином, и трговали су. Грцима су Илири извозили сребро, пшеницу (грчко тло је веома непогодно за пољопривреду због мањка воде), кожу, перунику и друго. Од њих су увозили керамику, оружје и накит.

#### Новац
Новац је увијек везан уз трговину, али га Илири користе још у време контакта са Грцима. Први пут почињу га ковати почетком IV века прије нове ере у јужној Илирији, и то у граду Дамастиону (тај новац је од сребра). Илири су ковали свој новац, у Рисну (данашња Црна Гора, где су пронађене три врсте овог новца, из III и II века старе ере, а на једној врсти постоји ознака града Рисна: "Rizo(n)o").
На простору данашње Албаније илирски новац се кује од 3. стољећа п. н. е. Даорси и Лабеати новац кују од 2. века. п. н. е. Пеонци од IV ст. п. н. е.

## Друштвено уређење
Племена Илира била су организована по родовима (декуријама) и братствима. Савез братстава чинио је племе. Декурија или род се састојао од 150-200 људи. Земља је била власништво братства и није се дијелила породицама него родовима. Број братстава разликовао се по величини територија и броју чланова племена, а могао је бити и одређен организацијском структуром племена. Тако 12 братстава налазимо код Либурна и Хутхмита, али и код Пеуцета из јужне Италије. На челу братства стоје 'принцепс'и, у том су својству били и чланови племенског вијећа. На челу овог стајао је 'праепоситус'. Неки Илири, према Теопомпу и Агатархиду из Книда, међу Илирима је било и ропства, спомињу се Ардијејци и Дарданци. Код неких племена спомињу се и остаци матријархата (Либурни). Жене Либурна могле су се прије удаје подавати коме су хтјеле. Псеудо-Скилакс пише у 'Периплу' како Либурнима владају жене.

## Илирска краљевства
Заједнички економски интереси илирских племена били су на првом месту пљачка богатих суседа - становника Македоније, Епира и грчких колонија. Оно мало што знамо о друштвеној структури илирске краљевине показује да су класни односи били доминантни у њој. Постоје малобројни, али речити подаци о робовласничким односима. Први илирски краљеви су били вероватно само племенски прваци.
Ако се изузму легендарни илирски краљеви - Кадмо и Галаурос, као и Грабос и Сирхас, Бардилис је прва личност која је у изворима означена као краљ Илира.

## Рат и оружје
Илири су били ратоборан народ. Борбе су се водиле како против сусједа, тако су племена ратовала међусобно. Од њиховог оружја треба споменути закривљени бодеж или кратки мач 'сика', он се можда развио од закривљеног бронзаног ножа. Ту су још 'сибуна' или 'сигуна', дуго гвоздено копље, дуга бојна сјекира, лук и стријела и као одбрамбено оружје су штитови, бронзани оклоп и 'кнемиде' или 'поткољенице', те више типова кацига. Шлемови израђивани у античкој Грчкој били су намењени и за трговину са илирским становништвом, у периоду од краја 6. до почетка 4. вијека прије нове ере. Ови бронзани производи познати су као „илирски тип“ грчког шлема и били су омиљени код Илира. Пронађени антички шлемови илирског типа дају податке и о путевима трговине у наведеном времену. Као пример могу послужити грчки емпоријуми – тргови на обали Јадранског мора, на илирској територији. Ту су Грци размењивали своје производе, нарочито оружје, са домородачким становништвом.

## Поморство
Приморски Илири били су вјешти поморци и бродоградитељи. Римљани, а по свој прилици и Грци примили су од њих многе вјештине бродоградитељства. Бродица 'либурна' (либурница навис) био је лаган, брз и великих маневарских способности. Највјештији илирски поморци били су уз Либурне и Лабеати, Даорси и Пиценти. Илирски поморци су били озлоглашени и са јаком репутацијом.

## Погребни обичаји
Већина племена код Илира своје покојне покопавали под хумком заједно с попудбином, као што су то радили Дезитијати. Мртваци су понекад спаљивани, па је тек онда пепео положен у гроб. Хумке су подизане од земље и камена, а у току њиховог подизања разбијала се грнчарија. Током обреда покопа плесали су се и погребни плесови. Неки Илири мртве су сахрањивали испод куће. Култ Лара (Лар; заштитник куће) такође је био присутан, од њих су га преузели Римљани. Код Либурна мртваци су се покопавали у згрченом положају.
Култ мртвих је играо важну улогу у животу Илира, што се примећује присуством разних погребних церемонија, као и по богатству гробних места грнчаријом, накитом и личним стварима покојника.

## Религија
Илирска религија је слична као и код већине древних цивилизација, били су политеисти, многобожачка религија. На сјеверу превладава култ Сунца, на југу култ змије. Имали су велики број богова, од којих се неки јављају само локално, а предпоставља се да нису имали најистакнутијег бога, као што је случај у многобожачким религијама. Код Хистра познати су: Еиа, Мелесоцус, Бориа, Ириа. Код Либурна: Анзотика, она се подудара с римском Венером, те божица Ица којој је подугнут споменик у Пломину. Надаље Иутосика, Латра и Сентона. Главни бог Јапода био је Биндус, заштитник извора и вода,. Идентификује се с римским Нептуном. Арматус је био локални бог рата. Надаље богови: Терминус, заштитник меда; Таденус, поистовјећен с Аполоном; Медаурус, заштитник града Ризон (данас Рисан), био је вјероватно бог лечења. На југу илирског подручја јављају се Дракон и Драцена, божански змијски пар. Око врата Илири су носили амулете како би се заштитили од злог погледа.

## Илирска племена
Наведени су називи на латинском језику, за нека племена су поред и називи на српском језику:
- Abrei, Abroi (Абри)
- Albanoi (Албани)
- Amantini
- Andizetes (Андизети)
- Ардијејци
- Ardiani
- Arrianes
- Atitani, (Атитани) – на Епиру
- Аутаријати
- Breuci
- Carni
- Chaones (Хаонци)
- Chelidonioi (Хелидонци)
- Colapiani (Колапијани)
- Daesitiates (Дезитијати)
- Dalmatae, Delmatae (Далмати, Делмати)
- Daorsoi (Даорси)
- Дардани
- Dassaretae (Дасарети)
- Daunii (Дауни)
- Deraemistae (Деремисти)
- Derentini
- Deuri
- Dindari
- Ditiones
- Docleates (Доклеати)
- Encheleae (Енхелејци)
- Glinditiones (Глиндитиони)
- Grabaei
- Хистри – Истра
- Iapodes, Iapudes, Iapydes (Јаподи, Јапуди)
- Iasi (Јаси)
- Iapyges (Јапиги)
- Лабеати
- Latobici
- Либурни
- Maezaei (Мезеји)
- Melcumani (Мелкумани)
- Messapii (Месапи(јци)) – у Апулији.
- Molossi
- Naransii
- Oseriates (Осеријати)
- Paeligni (Пелигни)
- Paeones (Пеонци)
- Parthini (Партини)
- Penestae (Пенести)
- Peucetii
- Picentes (Пикенти) – у Италији
- Пирусти
- Плереји
- Poediculi – у Италији
- Sallentini (Салентини)
- Sardeaties
- Scirtones, Scirtoni
- Seleiitan
- Sesareti
- Taulanti

## Романизација Илира
Иако су имали своју изворну културу, Илири су након римског освајања потпали под утицај знатно развијеније римске културе, која се почела ширити и међу покореним Илирима, чиме је отпочео процес њихове постепене романизације. Тај процес је био дуготрајан и слојевит, а огледао су у постепеном прихватању римских обичаја у разним областима друштвеног живота, од административне и јавно-правне сфере, до верског живота (прихватање разних култова из староромске религије). Саставни део тог процеса било је и ширење латинског језика, првобитно у градским срединама, а потом и у унутрашњости. Језичка латинизација је довела до постепеног потискивања илирског језика, који се временом изгубио из употребе. Усвајањем многих римских обичаја и постепеним прихватањем говорног латинског језика створена је локална илиро-романска (илиророманска) култура, чиме је довршен процес романизације Илира. У стручној литератури, романизовани Илири се такође називају и Илиро-Романи (Илироромани).

## Спорне теорије о потомцима Илира
У стручној литератури и публицистици постоје бројне теорије о појединим народима и етничким групама као потомцима и наследницима древних Илира. Као повод за настанак разних претпоставки и теорија послужио је манир "класицизирања" код појединих средњовековних историчара, који су често употребљавали имена античких народа за именовање савремених народа. По том основу, назив Илири је од стране византијских и других историчара неретко употребљаван за означавање потпуно различитих етничких скупина. Повезивање савремених народа и група са старим Илирима је добило на замаху након обнове класичних студија у време хуманизма и ренесансе.
Током 18. века, хабзбуршке државне власти су код службеног именовања Срба почеле да употребљавају и класични појам Илири (лат. Illyri), што се потом одразило и на именовање одговарајућих државних тела која су била надлежна за решавање српских питања, а која су у називу добила управо илирску одредницу (Илирска дворска депутација). Барон Баренштајн у својом извештају из 1761. године навео да је хабзбуршка власт под "Илирским народом" сматрала Рашане (Србе), етничке Влахе и Рутене (Русине), којима је заједничка ствар била православна вера. Међутим, ова домишљања нису извршила стварни утицај на идентитетски развој самих Срба.
Највећи спорови у науци и публицистици воде се поводом теорије о Албанцима као потомцима старих Илира. Тим поводом је изнето мноштво претпоставки и теорија о постојању или непостојању везе између Албанаца и Илира, уз позивање на историјске, археолошке, лингвистичке и антрополошке аргументе, а у најновије доба у расправу су укључени и подаци из генетичких истраживања. Теорија о илирском пореклу Албанаца је службено усвојена од тране албанске националне историографије, али није опште прихваћена у међународним стручним круговима.
У новије време су се појавиле и теорије по којима етнички Црногорци представљају наводне потомке античког племена Доклеата, а самим тим и античких Илира, али такве претпоставке, које су настале у публицистичким круговима, немају подршку међу стручњацима.
Српска Аутохтонистичка школа заговара теорију да су Срби директни потомци Илира, ослањајући се пре свега на антропологију, генетику, средњовековне и нововековне писане изворе у којима се за Србе често користи назив „Илири".

## Галерија
- Етногенеза Илира
- Илирска подручја
- Илири у ужем смислу
- Илирска краљевина у доба краља Агрона (према грчком гледишту о јужној граници Илирије)
- Илирска краљевина у доба краљице Теуте (према грчком гледишту о јужној граници Илирије)
- Кнежевина Деметрија Хварског (228—220. године пре нове ере)
- Римска Илирија
- Римска Илирија
- Римски Илирикум